# Sète Agglopôle Méditerranée
Sète Agglopôle Méditerranée (antes de 2017, communauté d'agglomération du Bassin de Thau o Thau Agglo) es una estructura intermunicipal francesa, situada en el departamento de Hérault y la región Occitania.

## Composición
Sète Agglopôle Méditerranée se compone de 14 municipios:
1. Frontignan
2. Balaruc-les-Bains
3. Balaruc-le-Vieux
4. Bouzigues
5. Gigean
6. Loupian
7. Marseillan
8. Mèze
9. Mireval
10. Montbazin
11. Poussan
12. Sète
13. Vic-la-Gardiole
14. Villeveyrac